# イーハトーブの風景地
イーハトーブの風景地（イーハトーブのふうけいち）は、宮沢賢治の作品の源泉となった岩手県内の自然景観を、日本の文化財保護法に基づき名勝として指定したものである。

## 概要
宮沢賢治（1896～1933）の作品には、岩手県地方の風土を表す自然の風景地が多く登場する。「イーハトーブ」とは、そうした岩手県の風土を理想化した、架空の土地の名である。
国の名勝「イーハトーブの風景地」は 2005年（平成17年）3月2日付で6か所の風景地が一括指定され、2006年（平成18年）7月28日付で「イギリス海岸」が追加指定された。
| 名称         | よみ             | 所在地（地図）                                                                                            | 作品名                                                 | 指定日                            |
| ------------ | ---------------- | --- | ------------------------------------------------------ | --------------------------------- |
| 鞍掛山       | くらかけやま     | 滝沢市（北緯39度49分15.62秒 東経141度1分22.6秒 / 北緯39.8210056度 東経141.022944度）                      | 『くらかけの雪』、『小岩井農場パート1』など            | 2005年（平成17年）3月2日指定      |
| 七つ森       | ななつもり       | 岩手郡雫石町（北緯39度41分52.0秒 東経141度0分27.0秒 / 北緯39.697778度 東経141.007500度）                  | 詩集『春と修羅』に収められた「屈折率」など             | 同上                              |
| 狼森         | おいのもり       | 岩手郡雫石町（北緯39度45分50.2秒 東経141度0分51.9秒 / 北緯39.763944度 東経141.014417度）                  | 童話『狼森と笊森、盗森』、散文詩「小岩井農場」         | 同上                              |
| 釜淵の滝     | かまぶちのたき   | 花巻市（北緯39度27分20.2秒 東経141度3分56.9秒 / 北緯39.455611度 東経141.065806度）                        | 『台川』                                               | 同上                              |
| 五輪峠       | ごりんとうげ     | 花巻市、遠野市、奥州市江刺区（北緯39度15分35.9秒 東経141度21分26.9秒 / 北緯39.259972度 東経141.357472度） | 文語詩や心象スケッチ『春と修羅』の幾篇                 | 同上                              |
| 種山ヶ原     | たねやまがはら   | 奥州市江刺区、気仙郡住田町（北緯39度12分4.0秒 東経141度24分6.0秒 / 北緯39.201111度 東経141.401667度）     | 『銀河鉄道の夜』、『風の又三郎』、童話『種山ヶ原の夜』 | 同上                              |
| イギリス海岸 | いぎりすかいがん | 花巻市（北緯39度23分47.4秒 東経141度7分46.0秒 / 北緯39.396500度 東経141.129444度）                        | 『イギリス海岸』                                       | 2006年（平成18年）7月28日追加指定 |

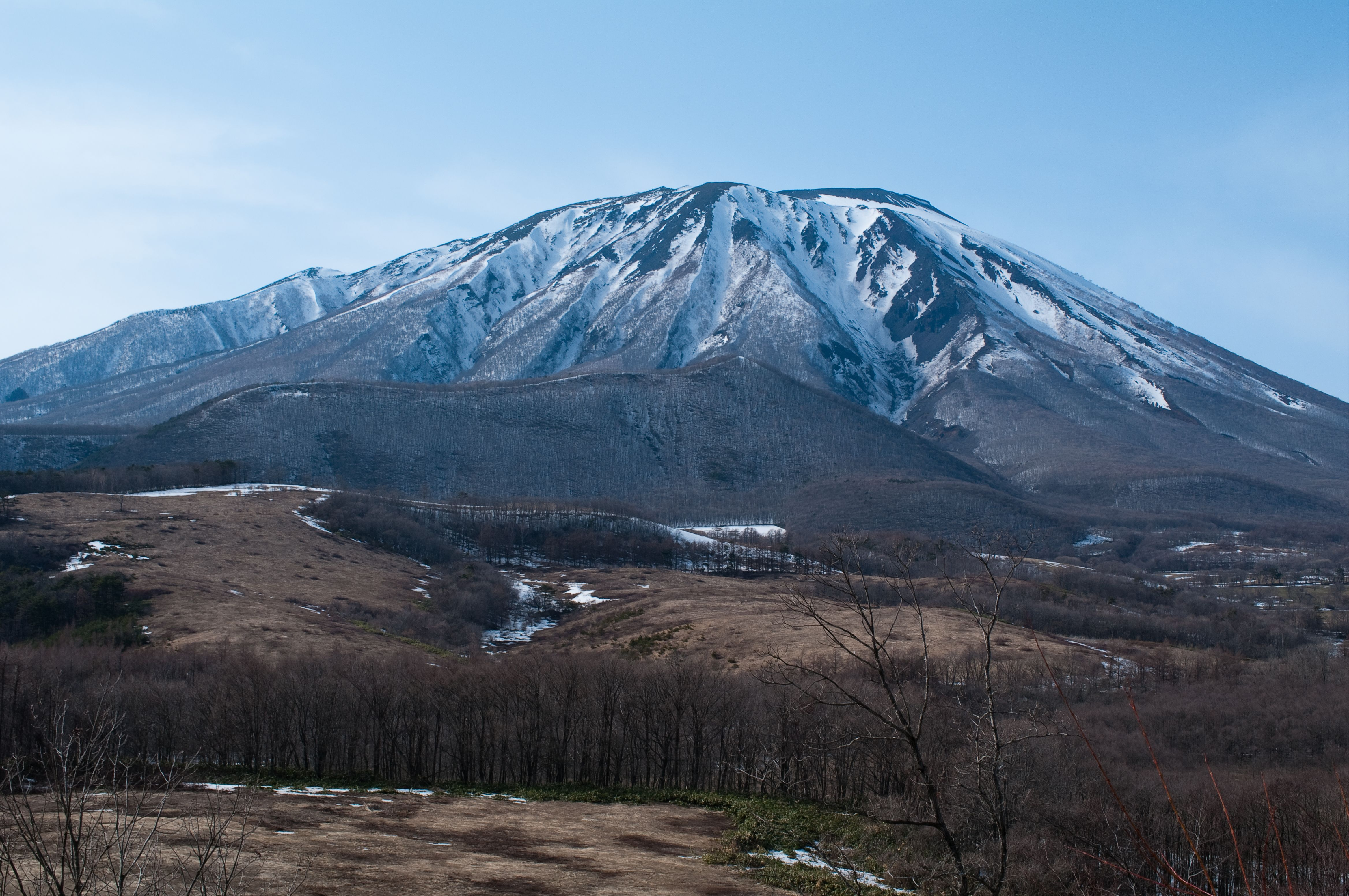
春子谷地からの岩手山、中央に鞍掛山
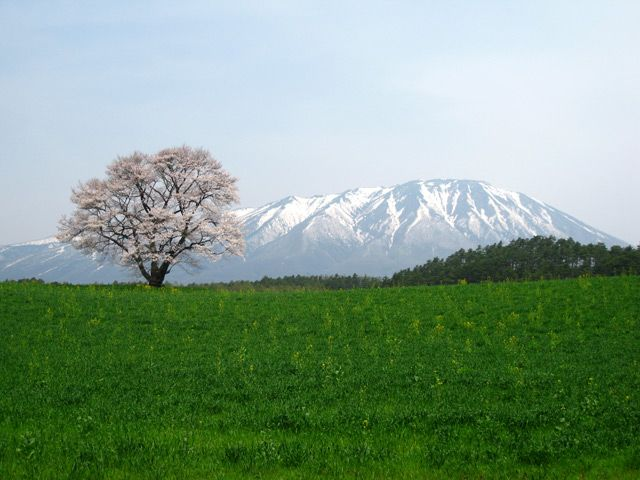
小岩井農場の一本桜と岩手山、右手に狼森
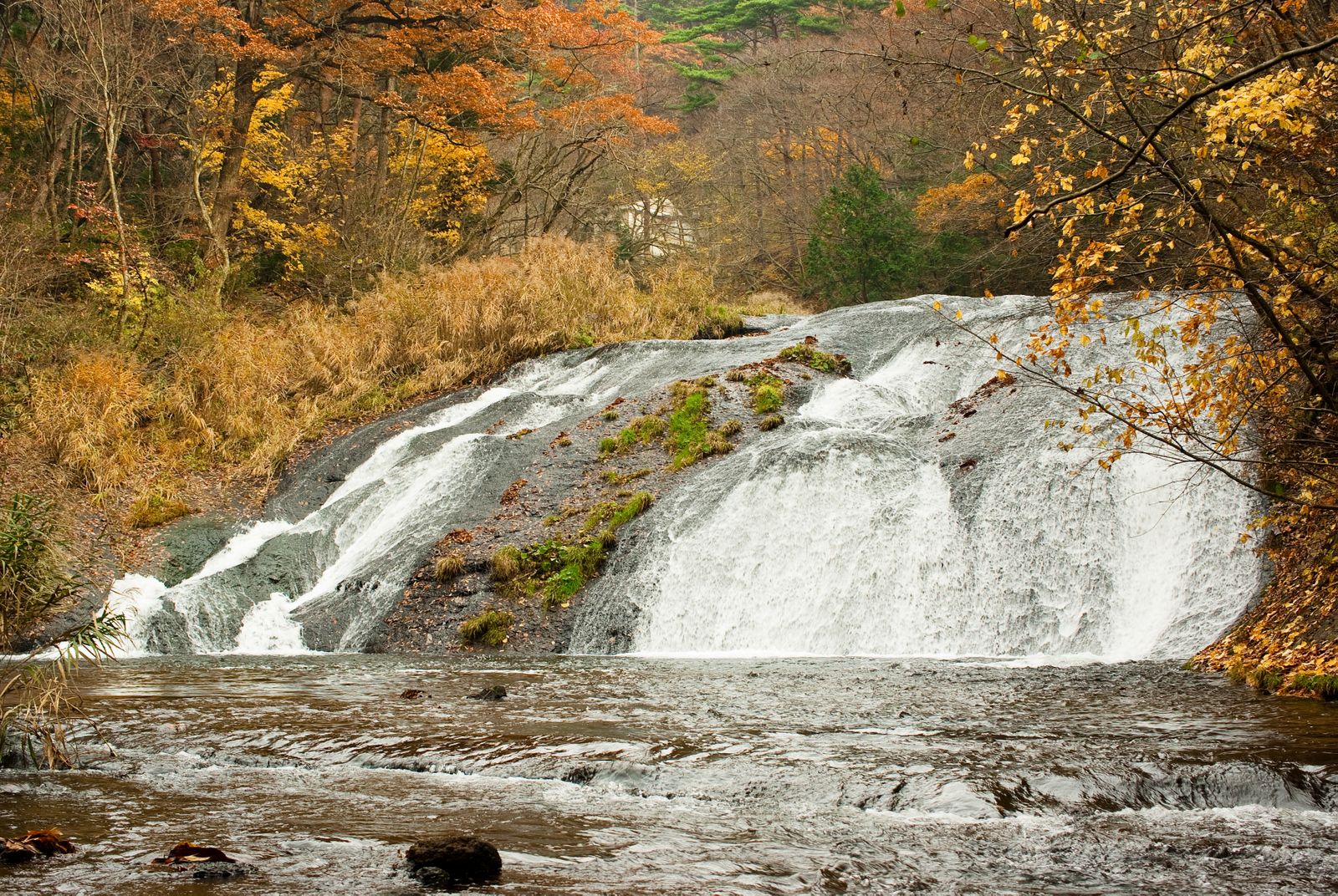
釜淵の滝
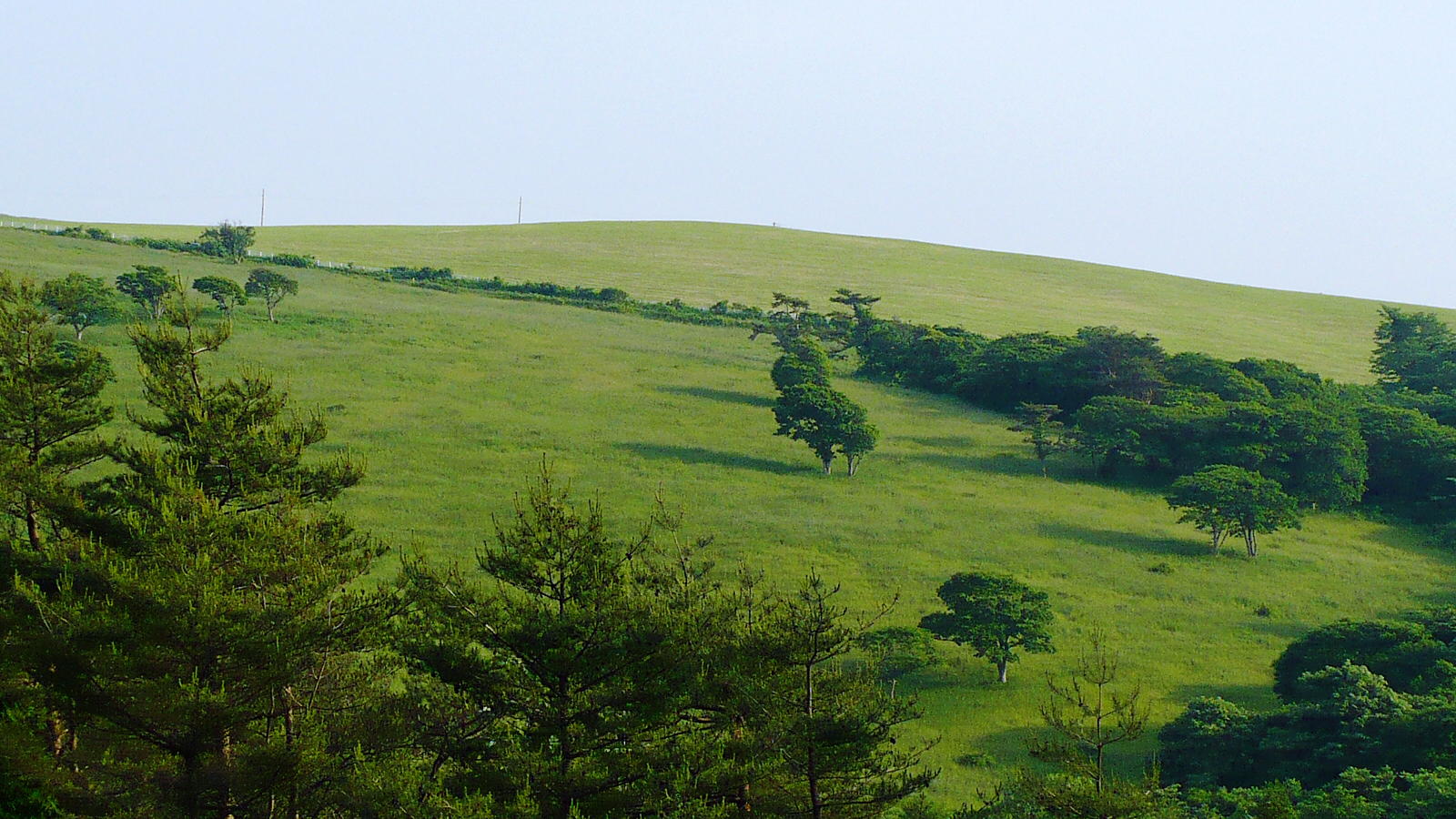
種山ヶ原